# Arclin
Arclin – wieś w Słowenii, w gminie Vojnik. W 2018 roku liczyła 497 mieszkańców.